# Sylvia Burka

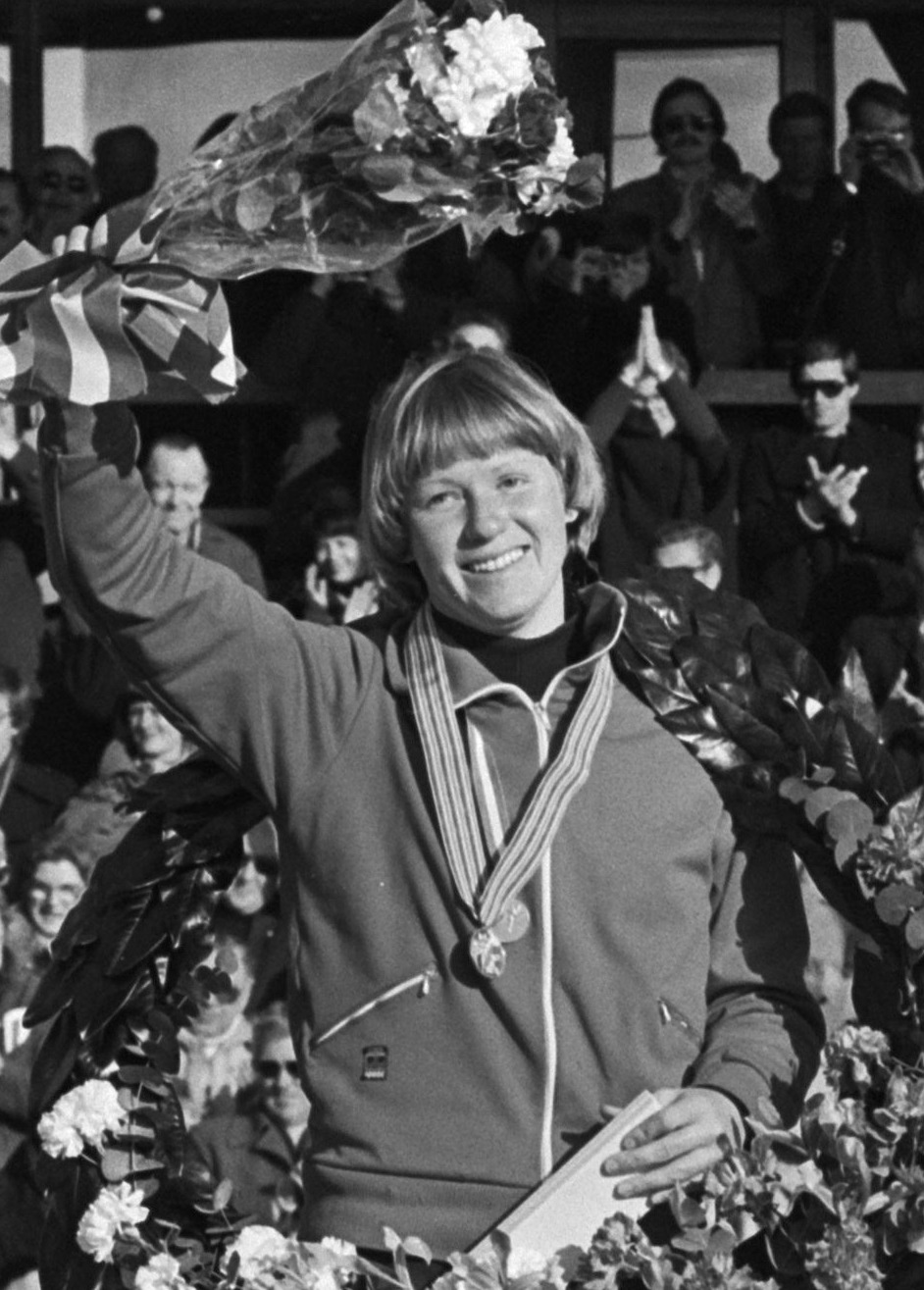
Sylvia Burka, 1977

Sylvia Burka (* 4. Mai 1954 in Winnipeg) ist eine ehemalige kanadische Radrennfahrerin und Eisschnellläuferin lettischer Herkunft.

## Eisschnelllauf
1973 wurde Sylvia Burka in Assen Junioren-Weltmeisterin im Eisschnelllauf-Mini-Vierkampf. Bei den Allround-Weltmeisterschaften 1979 in Gjøvik errang sie den Weltmeistertitel und im Jahr darauf in Alkmaar im Sprint. Zudem holte sie bei Weltmeisterschaften zweimal Bronze. Zweimal stellte sie Weltrekorde auf und zahlreiche Male Bahnrekorde. Dreimal startete Sylvia Burka im Eisschnelllauf bei Olympischen Winterspielen: 1972, 1976 und 1980. Ihre beste Platzierung war ein vierter Rang über 1000 Meter bei den Spielen 1976 in Innsbruck.

## Radsport
Burka war auch als Radrennfahrerin erfolgreich: Dreimal wurde sie kanadische Meisterin im Straßenrennen, 1977, 1978 und 1980; 1979 im Einzelzeitfahren. 1978 und 1979 wurde sie auf der Bahn jeweils kanadische Meisterin im Zeitfahren und im Sprint. Insgesamt errang sie zwölf nationale Titel in verschiedenen Radsport-Disziplinen.

## Ehrungen
1977 wurde Sylvia Burka mit einer Aufnahme in Canada’s Sports Hall of Fame geehrt. 1983 wurde sie in die Manitoba Sports Hall of Fame aufgenommen. Sechsmal wurde sie zur „Sportlerin des Jahres“ und 2000 zur „Sportlerin des Jahrhunderts“ von Manitoba gewählt.

## Privates
Bis Mitte der 1980er Jahre war Sylvia Burka mit dem Radrennfahrer Jocelyn Lovell verheiratet.